# Prostie Dvizheniya
Prostiye Dvizheniya (en español: movimientos sencillos), es uno de los vídeos de promoción del grupo ruso t.A.T.u. extraído del álbum "t.A.T.u. remixes".

## El vídeo
El vídeo empieza con una grabación casera en color sepia, de un niño jugando con un columpio, después se observa claramente cómo se enciende una cámara de vídeo mostrando el rostro de una de las integrantes del dueto. En el vídeo también se muestra una secuencia en la cual una de las integrantes del grupo, Yulia Volkova, aparece en un baño masturbándose, o al menos dejando esa idea. Esta secuencia es cortada por otras escenas, en las cuales aparece la segunda integrante del dueto, Lena Katina, en un café tomando agua y realizando otras acciones, al punto de terminar el vídeo comienzan a aparecer secuencias de imágenes relacionadas con el verdadero significado de la letra. El contenido del vídeo fue lo que causó que éste fuera censurado en numerosos países por el alto contenido erótico-sexual que se desarrolla a lo largo del vídeo.

## La letra
A diferencia de lo que se puede apreciar en el vídeo, la letra de la canción no habla en absoluto sobre la acción que realiza Volkova en el vídeo, al contrario, habla sobre la existencia de movimientos sencillos en cada una de las acciones diarias, desde operar el control remoto del televisor hasta masturbarse. Esta canción también ha sido interpretada en vivo en más de una ocasión y la presentación no es más discreta de la que se muestra en el vídeo.
- Datos: Q6088378